# Wall Street (1987)
Wall Street är en amerikansk dramafilm från 1987 i regi av Oliver Stone. Manuset är skrivet av Oliver Stone och Stanley Weiser. Filmens två huvudkaraktärer spelas av Michael Douglas och Charlie Sheen.

## Handling
Bud Fox (Charlie Sheen) är en lovande börsmäklare, som kan tänka sig göra vad som helst för att få jobba för den ofantligt framgångsrike, och hänsynslöse, affärsmannen Gordon Gekko (Michael Douglas). För att få in en fot på Gordon Gekkos företag och imponera på honom ger Bud Fox insiderinformation till Gordon Gekko om flygbolaget Bluestar. Problemet är att insiderinformationen kommer från Buds pappa (Martin Sheen), som är anställd och fackligt aktiv i Bluestar.

## Rollista
| Michael Douglas  | – Gordon Gekko         |
| Charlie Sheen    | – Bud Fox              |
| Daryl Hannah     | – Darien Taylor        |
| Martin Sheen     | – Carl Fox             |
| Hal Holbrook     | – Lou Mannheim         |
| John C. McGinley | – Marvin               |
| Terence Stamp    | – Sir Lawrence Wildman |
| James Spader     | – Roger Barnes         |
| Sean Young       | – Katherine Gekko      |
| Sean Stone       | – Rudy Gekko           |
| Saul Rubinek     | – Harold Salt          |
| James Karen      | – Lynch                |
| Frank Adonis     | – Charlie              |
| Millie Perkins   | – Mrs. Fox             |
| Andrea Thompson  | – prostituerad         |

## Om filmen
Michael Douglas vann en Oscar för rollen som Gordon Gekko.